# Світ за склом
«Світ за склом» — перший сольний альбом Олександра Тищенка, виданий у 1991 році.

## Список композицій
1. Далека дорога
2. Братерські мости
3. Наши диті
4. Сон
5. Вежі на піску
6. Не дзвони
7. Музейна гордість
8. Козацька сповідь
9. Пророк
10. Сирота
11. Ми і ви